# Comme une étoile
Pour les articles homonymes, voir Comme une étoile (chanson de Booba).
 (septembre 2017).
Si vous disposez d'ouvrages ou d'articles de référence ou si vous connaissez des sites web de qualité traitant du thème abordé ici, merci de compléter l'article en donnant les références utiles à sa vérifiabilité et en les liant à la section « Notes et références ».
Albums de Gilbert Montagné
Rien qu'une amitié
(1993) Le meilleur
(1995)
Singles
1. Ma Chérie
Sortie : 1996
2. Comme Une étoile
Sortie : 1996
3. Histoire de femme
Sortie : 1997

Comme une étoile est un album du chanteur-compositeur français Gilbert Montagné, sorti en 1996.
Pour cet album, enregistré en Belgique, Gilbert Montagné s'adjoint les services de Didier Barbelivien pour l'écriture d'un grande partie des textes. Et, pour la première fois, Gilbert participe également à l'écriture en compagnie de Claude Lemesle.
Lors de l'élaboration du disque, il tient à ce qu'un texte en braille soit discrètement inséré dans le livret à l'attention des « Picasso non-voyants » :

« Et voilà, cet album est entre vos mains, prenez-en bien soin parce qu'il est fait pour vous. Je voudrais remercier toutes celles et ceux qui m'ont assistés dans l'élaboration de ces douze titres qui me tenaient à cœur. Tout ceci me donne à penser que des Picasso non-voyants, y'en a sûrement... »

— Gilbert Montagné, Livret d'album
L'album est assez rapidement certifié disque d'or.

## Liste des titres
| 1.    | Comme une étoile        | Didier Barbelivien / Gilbert Montagné | 3:49 |
| 2.    | J'suis ta lumière       | Montagné                              | 4:01 |
| 3.    | Elle met le feu         | Barbelivien / Montagné                | 3:31 |
| 4.    | J'ai trop donné         | Barbelivien / Montagné                | 4:19 |
| 5.    | Quand elles nous aiment | Barbelivien / Montagné                | 4:35 |
| 6.    | Rock'n roll             | Barbelivien / Montagné                | 3:46 |
| 7.    | Père célibataire        | Montagné                              | 3:29 |
| 8.    | C'est ma baby           | Barbelivien / Montagné                | 3:50 |
| 9.    | Fou de cette nana       | Nikole / Montagné                     | 3:45 |
| 10.   | Picasso non-voyants     | Barbelivien / Montagné                | 4:34 |
| 11.   | Histoire de femme       | Barbelivien / Montagné                | 3:55 |
| 12.   | Ma chérie               | Barbelivien / Montagné                | 4:00 |
| 47:41 |                         |                                       |      |

## Crédits
| - Gilbert Montagné : chant, claviers, chœurs - Graham Ward : batterie - Evert Verhees : basse - Philippe Decock : claviers - Sacha Chaty, Dany Lademacher, Kevin Mulligan : guitares - Nono Garcia, Antonio Seguea : guitares espagnoles - Pietro Lacirignola : saxophone - Franck Michiels : percussions - Debbie Davis, Liliane Davis, Vanessa Fitoussi, David Linx : chœurs - Alice, David, Jean-Pierre, Marie, Richard, Sarah : chœurs sur Ma Chérie | - Production : Dan Lacksman, Sacha Chaty - Producteur exécutif : Roland Vanbeneden pour Chryslie Music - Enregistrement : Gilbert Montagné - Arrangements : Sacha Chaty - Ingénierie : Dan Lacksman |